# Episodi di Das Boot (quarta stagione)
La quarta e ultima stagione della serie televisiva Das Boot, composta da sei episodi, è stata trasmessa in Germania su Sky One dal 23 settembre al 7 ottobre 2023.
In Italia, la stagione è andata in onda in prima visione sul canale satellitare Sky Atlantic dal 18 ottobre al 1º novembre 2023.
| nº | Titolo originale      | Titolo italiano       | Prima TV Germania | Prima TV Italia  |
| -- | --------------------- | --------------------- | ----------------- | ---------------- |
| 1  | Ein deutscher Held    | Fidelio               | 23 settembre 2023 | 18 ottobre 2023  |
| 2  | Ziel erfasst          | Trappola per topi     | 23 settembre 2023 | 18 ottobre 2023  |
| 3  | Hüter meines Bruders  | I sopravvissuti       | 30 settembre 2023 | 25 ottobre 2023  |
| 4  | Frontlinien           | La nuova arma segreta | 30 settembre 2023 | 25 ottobre 2023  |
| 5  | Punkt ohne Wiederkehr | Punto di non ritorno  | 7 ottobre 2023    | 1º novembre 2023 |
| 6  | Nichts persönliches   | Fine dei giochi       | 7 ottobre 2023    | 1º novembre 2023 |

## Fidelio
- Titolo originale: Ein deutscher Held
- Diretto da: Dennis Gansel
- Scritto da: Tony Saint

## Trappola per topi
- Titolo originale: Ziel erfasst
- Diretto da: Dennis Gansel
- Scritto da: Colin Teevan

## I sopravvissuti
- Titolo originale: Hüter meines Bruders
- Diretto da: Dennis Gansel
- Scritto da: Colin Teevan

## La nuova arma segreta
- Titolo originale: Frontlinien
- Diretto da: Dennis Gansel
- Scritto da: Judith Angerbauer

## Punto di non ritorno
- Titolo originale: Punkt ohne Wiederkehr
- Diretto da: Dennis Gansel
- Scritto da: Tony Saint

## Fine dei giochi
- Titolo originale: Nichts persönliches
- Diretto da: Dennis Gansel
- Scritto da: Colin Teevan